# 硝酸镍
硝酸镍是镍的硝酸盐，化学式为Ni(NO3)2，以六水合物Ni(NO3)2·6H2O最为常见。

## 性质
硝酸镍是一种绿色单斜结晶，有吸潮性，在潮湿空气中迅速潮解，在干燥空气中稍微风化。易溶于水、氨水、液氨、乙醇，微溶于丙酮，水溶液呈酸性。受热时失去4个结晶水，温度高于110°C时分解为碱式盐，继续加热则分解为棕黑色三氧化二镍和绿色氧化亚镍的混合物。有毒，有致癌性。与有机物接触可引起燃烧和爆炸。

## 制备
1、由镍板与浓硝酸发生反应，再经稀释、调节酸度、静置、过滤、滤液酸化、减压蒸发浓缩、冷却结晶、离心分离得到成品。
{\displaystyle {\rm {\ 3Ni+8HNO_{3}\rightarrow 3Ni(NO_{3})_{2}+4H_{2}O+2NO\uparrow }}}
2、由含镍工业废料酸溶、精制，沉淀出氢氧化镍，再用稀硝酸溶解得到。

## 用途
用于电镀镍铬合金制件，使制件镀层细致，也用于制造蓄电池和彩釉着色，以及用于制造其他镍盐和镍催化剂。